# John Napier

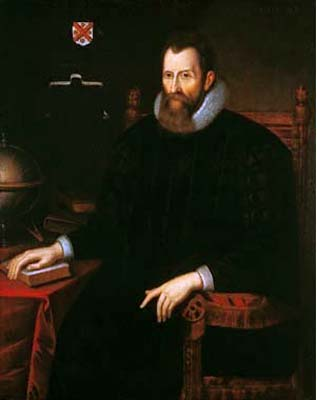
John Napier

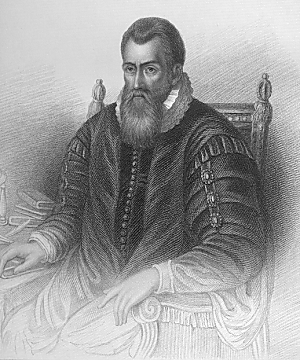
John Napier

John Napier (auch latinisiert Neper), Laird of Merchiston (* 1. Februar 1550 in Merchiston Castle bei Edinburgh; † 4. April 1617 ebenda) war ein schottischer Mathematiker, Naturgelehrter und Theologe.

## Biographie
Napier war der älteste Sohn des schottischen Barons Archibald von Merchiston. Er erhielt eine Ausbildung an der Universität St Andrews. Danach bereiste er vermutlich Europa und eignete sich Wissen in Mathematik und Literatur an. 1572 erhielt er viele der Ländereien seines Vaters. Nach einem Studium der Theologie war er auch als protestantischer Pfarrer tätig.
Im religiös gespaltenen Schottland griff er die katholische Kirche wiederholt an und sah den Papst als Antichrist.
Napier und der Schweizer Jost Bürgi entwickelten etwa gleichzeitig, unabhängig voneinander, den Logarithmus als ein Rechenhilfsmittel (1614, 1620), das jahrhundertelang in Gebrauch war. Im Gegensatz zu Bürgis wenig beachteten Logarithmen wurde Napiers Erfindung von Gelehrten eifrig studiert und vor allem von Henry Briggs (1556–1630) rasch weiterentwickelt.
Napier wollte hierbei sphärisch-trigonometrische Berechnungen rein logarithmisch durchführen. Dafür entwickelte er wichtige Sätze der sphärischen Trigonometrie wie den Halbwinkelsatz oder die Napierschen Analogien (Logarithmorum canonis descriptio, 1620, S. 47, 56). Die nach ihm benannten Napierschen Regeln sind eine prägnante Zusammenfassung damals schon bekannter Rechenformeln für das rechtwinklige sphärische Dreieck, für die Napier einen eleganten Beweis gab (Logarithmorum canonis descriptio, 1620, S. 56).
Napiers Rechenstäbchen hatten bedeutenden Einfluss auf die Entwicklung der Rechenmaschinen.
Durch sie war es Wilhelm Schickard möglich, die erste mechanische Rechenmaschine zu bauen.
Ihm zu Ehren wurde die Hilfsmaßeinheit (Pseudomaß) der Dämpfung bei elektrischen und akustischen Schwingungen Neper genannt, die aber in jüngster Zeit zunehmend durch das Bel bzw. Dezibel ersetzt wurde. Außerdem wurde nach Napier das Nit, eine nicht mehr gebräuchliche dimensionslose Einheit der Datenmenge, benannt.
Eine der in Edinburgh ansässigen Universitäten trägt ihm zu Ehren seinen Namen, die Edinburgh Napier University. Die Universität hat über die ganze Stadt verteilt mehrere Campus. Der Merchiston Campus, der älteste Campus der Universität, ist um Merchiston Castle, Geburts- und Sterbeort von John Napier, herum entstanden.
Der Mondkrater Neper und der Asteroid (5558) Johnnapier sind nach ihm benannt. Gleiches gilt für die Insel Napier Island in der Antarktis.

## Schriften
- Mirifici logarithmorum canonis descriptio ejusque usus in utraque trigonometria etc. Edinburgh 1614.
- Logarithmorum canonis descriptio; Tabula canonis logarithmorum; Mirifici logarithmorum canonis constructio. Bartholome’e Vincent, Lyon 1620.
  - Englische Übersetzung von Ian Bruce von Napier: Mirifici Logarithmorum Canonis Descriptio u. a.
- Rabdologiae seu numerationis per virgulas libri duo. Edinburgh 1617 (deutsche Bearbeitung von D. Bayr und Franz Kessler: Künstliche Rechenstäblein zu vortheilhafftiger und leichter mannifaltigung, Straßburg 1618, Digitalisat).
- A Plaine Discovery of the Whole Revelation of St. John. Edinburgh 1593.